# 古関駅
古関駅（こせきえき）は、かつて福島県西白河郡古関村（現・白河市）にあった運輸通信省白棚線の駅（休止駅）である。

## 概説
本駅は、1916年（大正5年）に開業した白棚鉄道の古関停留場として開業したのが始まりである。その後、1938年（昭和13年）の鉄道省の借り入れの際に鉄道駅に昇格し、1941年（昭和16年）に国有化されたが、戦局の悪化に伴い、白棚線が不要不急路線として休止されたため、鉄道駅としての営業も休止となった。
第二次世界大戦が終結した後も、鉄道駅としての営業が再開されることはなかったが、白棚線が線路跡をバス専用道とした日本国有鉄道自動車局（国鉄バス）の自動車路線である白棚高速線として営業が開始されることになり、1957年（昭和32年）4月26日よりバス専用道上に古関停車場として営業を開始した。

## 歴史
- 1916年（大正5年）10月8日：白棚鉄道の停留場として開業[1]。
- 1938年（昭和13年）10月1日：鉄道省の借り入れに伴い鉄道駅に昇格[1]。
- 1941年（昭和16年）5月1日：鉄道省が白棚線を買収、省営鉄道白棚線の所属となる。
- 1944年（昭和19年）12月11日：白棚線の休止に伴い、鉄道駅としての営業を休止[1]。
- 1957年（昭和32年）4月26日：白棚高速線の古関停車場として営業を開始。

## 廃線後の状況
廃線跡をバス専用道としているため、鉄道時代の痕跡はほとんどないが、2008年現在でも専用道上のバス停留所として機能している。かつての古関駅と同一地点に設置されており、停車場中心も定められた。

## 隣の駅
運輸通信省
白棚線
関山口駅 - 古関駅 - 番沢駅